# Down and Out with Donald Duck
Down and Out With Donald Duck ou Ascensão e queda do Pato Donald (como ficou conhecido no Brasil) é um longa-metragem de animação estadunidense de 1987 da Disney dirigido por Scott Garen e com roteiros de Join Albrecht e Stan Freberg.
Foi exibido no Brasil pelo SBT, juntamente com uma série de outros especiais produzidos pela Disney, no mês de outubro de 1987 em uma seção intitulada "Semana da Criança Disney".

## Sinopse
A animação é um "documentário" sobre a vida do Pato Donald.

## Elenco

### Versão Americana
- Stan Freberg - Narrador
- Tony Anselmo - Pato Donald, Margarida, Huguinho, Zezinho e Luisinho
- Albert Ash - Ludovico Von Pato
- Les Perkins - Mickey Mouse
- Will Ryan - Bafo e Pateta

#### Versão Brasileira
- Narrador: Márcio Seixas
- Pato Donald: Marco Antônio Costa
- Mickey Mouse: Nizo Neto (?)
- Huguinho, Zezinho e Luisinho: Carmen Sheila, Marisa Leal e Miriam Ficher
- Bafo: Orlando Drummond
- Margarida: ?
- Ludovico Von Pato: Telmo de Avelar
- Pateta: Telmo de Avelar
- Estúdio de Dublagem: Herbert Richers, Rio de Janeiro